# Иодид тербия(III)
Иоди́д те́рбия(III) — неорганическое соединение, 
соль тербия и иодистоводородной кислоты с формулой TbI3,
гигроскопичные кристаллы,
растворяется в воде,
образует кристаллогидраты.

## Получение
- Иодирование металлического тербия[1]:

{\displaystyle {\mathsf {2Tb+3I_{2}\ \xrightarrow {300^{o}C} \ 2TbI_{3}}}}
- Действие дииодида ртути на металлический тербий в вакууме в течение 2 часов с последующей отгонкой ртути[2]:

{\displaystyle {\mathsf {2Tb+3HgI_{2}\ \xrightarrow {500^{o}C} \ 2TbI_{3}+3Hg}}}

## Физические свойства
Иодид тербия(III) образует гигроскопичные кристаллы тригональной сингонии, пространственная группа R3, параметры ячейки a = 0,8193 нм, α = 54,68°, Z = 6, структурный тип BiI3.
Образует кристаллогидраты.